# 514107 Kaʻepaokaʻawela
514107 Kaʻepaokaʻawela, chỉ định tạm thời 2015 BZ509, còn có biệt danh là Bee-Zed, là một tiểu hành tinh nhỏ, đường kính khoảng 3 km, trong một chuyển động cộng hưởng, quỹ đạo với Sao Mộc. Quỹ đạo của nó là ngược, ngược với hướng của hầu hết các vật thể khác trong Hệ Mặt Trời. Nó được phát hiện vào ngày 26 tháng 11 năm 2014, bởi các nhà thiên văn học của cuộc khảo sát Pan-STARRS tại Đài thiên văn Haleakala trên đảo Maui, Hoa Kỳ. Vật thể bất thường là ví dụ đầu tiên của một tiểu hành tinh trong cộng hưởng 1: −1 với bất kỳ hành tinh nào. Một nghiên cứu đã đề xuất nó có thể là một tiểu hành tinh liên sao bị bắt giữ 4,5 tỷ năm trước vào quỹ đạo quanh Mặt trời.

## Đánh số và đặt tên
Kaʻepaokaʻawela được đặt theo tên của một từ Hawaii có nghĩa là "người bạn đồng hành ngược chiều tinh nghịch của Sao Mộc", liên quan đến quỹ đạo thụt lùi và nguồn gốc không xác định của nó. Cái tên Kaʻepaokaʻawela được A Hua He Inoa đặc biệt lựa chọn, một chương trình đặt tên dành riêng cho việc đặt tên các vật thể được phát hiện với Pan-STARRS. Chương trình A Hua He Inoa bao gồm các chuyên gia ngôn ngữ và nhà thiên văn học Hawaii tại Trung tâm thiên văn ‘Imiloa của Hawaii. Tên đã gửi của họ đã được Liên minh Thiên văn Quốc tế phê duyệt vào ngày 9 tháng 4 năm 2019. Trước khi đặt tên Kaʻepaokaʻawela, nó đã được chỉ định tạm thời 2015 BZ509 trong 16 Cuộc 31 tháng 1 năm 2015, vì là đối tượng thứ 12.750 được quan sát lần đầu tiên trong giai đoạn đó. Sau đó, nó đã được đánh số 514107 và được thêm vào danh mục hành tinh nhỏ bởi Trung tâm hành tinh nhỏ vào ngày 2 tháng 3 năm 2018 (M.P.C. 109159), sau khi quỹ đạo của nó đủ xác định.

## Quỹ đạo

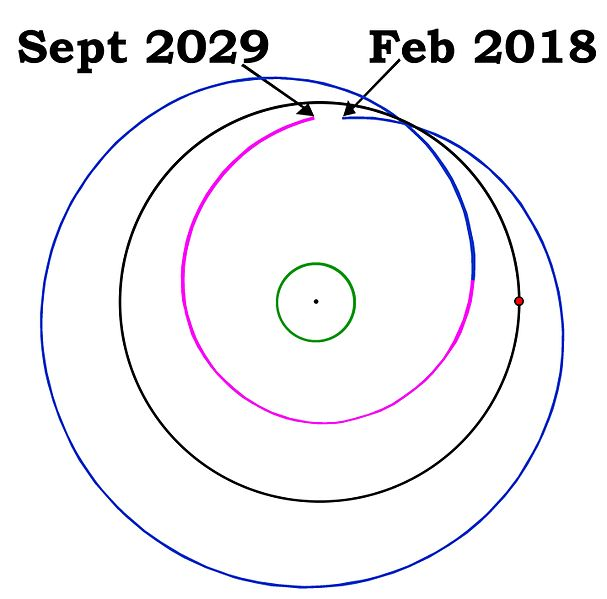
Sơ đồ quỹ đạo

Kaʻepaokaʻawela quay quanh Mặt trời ở khoảng cách 3,2 Lần7,1 AU cứ sau 11 năm và 8 tháng (4.256 ngày; trục bán chính là 5,14 AU). Quỹ đạo của nó có độ lệch tâm là 0,38 và độ nghiêng là 163 ° so với đường hoàng đạo.
Thời kỳ của nó gần với thời kỳ 11,86 năm của Sao Mộc. Trong một năm của Jovian, Sao Mộc di chuyển 360 ° quanh mặt trời trong khi Kaʻepaokaʻawela di chuyển 366,3 ° theo hướng ngược lại. Độ lệch tâm của quỹ đạo của nó cho phép nó luân phiên đi qua bên trong và bên ngoài quỹ đạo của Sao Mộc theo cách tiếp cận gần nhất là 176 triệu km. Mỗi lần nó đi qua gần Sao Mộc, các yếu tố quỹ đạo của nó, bao gồm cả thời kỳ của nó, bị thay đổi một chút. Trải qua hàng ngàn năm, góc giữa vị trí của tiểu hành tinh và sự phá hủy của nó trừ đi góc giữa sao Mộc và thiên thạch của tiểu hành tinh có xu hướng dao động quanh 0 với khoảng thời gian khoảng 660 năm và biên độ khoảng 125 °, mặc dù đôi khi sự khác biệt này trượt đi toàn bộ 360 °. 

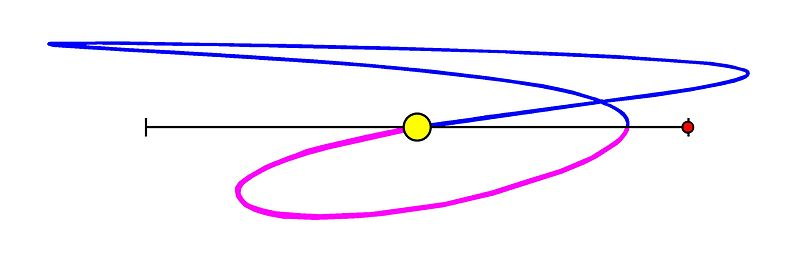
Quỹ đạo nhìn từ bên

Biểu đồ bổ trợ cho thấy một quỹ đạo hoàn chỉnh của tiểu hành tinh Kaʻepaokaʻawela trong một khung tham chiếu xoay với Sao Mộc. Khung cảnh nhìn từ phía bắc nhìn về phía nam lên Hệ mặt trời. Dấu chấm ở giữa là Mặt trời và vòng tròn màu xanh lá cây là quỹ đạo của Trái đất. Vòng tròn màu đen cho thấy kích thước quỹ đạo của Sao Mộc nhưng trong khung tham chiếu này Sao Mộc (chấm đỏ) gần như đứng yên tại điểm trên vòng tròn trực tiếp bên phải mặt trời. Quỹ đạo của tiểu hành tinh này được thể hiện bằng màu xanh lam khi nó ở trên mặt phẳng quỹ đạo của Sao Mộc và màu đỏ tươi khi nó ở dưới mặt phẳng quỹ đạo của Sao Mộc.

## Khả năng có nguồn gốc là mộtvật thể liên sao
Một nghiên cứu thống kê về quỹ đạo ổn định của Fathi Namouni và Helena Morais sử dụng một triệu vật thể có quỹ đạo tương tự như Kaʻepaokaʻawela đã xác định 27 ổn định trong 4,5 tỷ năm, thời gian tồn tại của Hệ mặt trời. Sử dụng kết quả này, họ đã kết luận rằng Kaʻepaokaʻawela đã cộng hưởng ngược với Sao Mộc kể từ nguồn gốc của Hệ Mặt trời thay vì nó là một vật thể chỉ trong một thời gian ngắn trong quỹ đạo này được quan sát bằng cơ hội sử dụng nguyên lý Copernican. Vì quỹ đạo ngược của nó ở hướng ngược lại khi các vật thể hình thành trong Hệ Mặt trời đầu tiên, họ cho rằng Kaʻepaokaʻawela có nguồn gốc liên sao. Nếu được xác nhận, nguồn gốc này sẽ có ý nghĩa đối với các lý thuyết hiện tại như thời gian và cơ học chi tiết của sự hình thành hành tinh, và việc đưa nước và các phân tử hữu cơ đến Trái đất. Những người khác cho rằng Kaʻepaokaʻawela bắt nguồn từ đám mây Oort hoặc nó có được quỹ đạo ngược do tương tác với Hành tinh thứ chín, và đó là một vật thể ngắn hạn của sự cộng hưởng hiện tại của nó.